# Bayerischer Staatspreis für Nachwuchsdesigner
Der Bayerische Staatspreis für Nachwuchsdesigner wird seit 1987 vom Bayerischen Staatsministerium für Wirtschaft, Infrastruktur, Verkehr und Technologie verliehen. Mit dieser Auszeichnung werden deutsche, begabte Nachwuchskräfte mit einer abgeschlossenen Ausbildung an einer Designausbildungsstätte oder im gestaltenden Handwerk gefördert. Der Preis betont die Wichtigkeit einer qualifizierten Ausbildung, die Notwendigkeit von gutem Design und guter handwerklicher Gestaltung im Bereich der deutschen Wirtschaft. Der Wettbewerb erfolgt jedes zweite Jahr. Die Preise sind mit insgesamt 7500 Euro dotiert. Ferner können Anerkennungspreise vergeben werden. Über die Vergabe der Preise und Anerkennungen entscheidet eine Jury. Seit 2016 ist die Vergabe des Staatspreis für Nachwuchsdesigner ausgesetzt, um ein neues, den aktuellen Bedürfnissen entsprechendes Konzept zu entwickeln.

## Kategorien
Der Preis steht für folgende Kategorien zur Verfügung:
- Industriedesign
- Kommunikationsdesign
- Interior Design
- Modedesign
- Textildesign
- Gestaltendes Handwerk

## Preisträger
Preisträger 1987

Preis im Bereich Industriedesign: Horst Pohlenz und Peter Kienle

Preis im Bereich Industriedesign: Andreas Krause

Preis im Bereich Gestaltendes Handwerk: Ulrich Grahner
Preisträger 1988

Preis im Bereich Industriedesign: Joachim Döring

Preis im Bereich Industriedesign: Alexander Benn

Preis im Bereich Gestaltendes Handwerk: Konstantin Grcic
Preisträger 1989

Preis im Bereich Industriedesign: Andreas Dobe

Preis im Bereich Industriedesign: Tino Zink

Preis im Bereich Gestaltendes Handwerk: Sigrid Danke
Preisträger 1990

Preis im Bereich Industriedesign: Ute Mergner

Preis im Bereich Industriedesign: Ludwig Corr

Preis im Bereich Gestaltendes Handwerk: Karin Brock
Preisträger 1992

Preis im Bereich Industriedesign: Stephan Wolf

Preis im Bereich Industriedesign: Henk Kosche

Preis im Bereich Gestaltendes Handwerk: Matthias Winkler
Preisträger 1994

Preis im Bereich Industriedesign: Tom Allemeier und Rainer Weckenmann

Preis im Bereich Industriedesign: Udo und Burkhard Fritz

Preis im Bereich Gestaltendes Handwerk: Matthias Andrione
Preisträger 1996

Preis im Bereich Industriedesign: Juliane Trummer

Preis im Bereich Industriedesign: Christofer Born

Preis im Bereich Gestaltendes Handwerk: Hans-Jürgen Spengler
Preisträger 1998

Preis im Bereich Industriedesign: Anne Bergner

Preis im Bereich Industriedesign: Axel Schmid

Preis im Bereich Gestaltendes Handwerk: Steffen Kroll
Preisträger 2000

Preis im Bereich Industriedesign: Aleksandra Konopek

Preis im Bereich Industriedesign: Patrick Scholl

Preis im Bereich Gestaltendes Handwerk: Katja Höltermann

Anerkennungen im Bereich Industriedesign: Christian Büttner

Anerkennungen im Bereich Industriedesign: Andreas Frank

Anerkennungen im Bereich Industriedesign: Alexander Otto

Anerkennungen im Bereich Gestaltendes Handwerk: Katja Maechtel

Anerkennungen im Bereich Gestaltendes Handwerk: Franziska Morgenstern

Anerkennungen im Bereich Gestaltendes Handwerk: Roland Schüller

Anerkennungen im Bereich Gestaltendes Handwerk: Henriette Tomasi
Preisträger 2002

Preis im Bereich Industriedesign: Simon Bauer

Preis im Bereich Industriedesign: Robert Knossalla

Preis im Bereich Gestaltendes Handwerk: Renate Rieder

Anerkennungen im Bereich Industriedesign: Manuel Aydt

Anerkennungen im Bereich Industriedesign: Kai Uetrecht

Anerkennungen im Bereich Gestaltendes Handwerk: Stefan Diez

Anerkennungen im Bereich Gestaltendes Handwerk: Gabriele Knebel

Anerkennungen im Bereich Gestaltendes Handwerk: Jan Koschinowski

Anerkennungen im Bereich Gestaltendes Handwerk: Myong Ae Kyong
Preisträger 2004

Bereich Industriedesign: André Seibel

Bereich Kommunikationsdesign: Nadja Riedel und Thorsten Steidle

Bereich Gestaltendes Handwerk: Alexander Blank
Preisträger 2006

Preisträger Industriedesign: Sebastian Ritzler

Preisträger Kommunikationsdesign: Martin Hilpoltsteiner

Preisträger Gestaltendes Handwerk: Andreas Reiter

Anerkennung Industriedesign: Christof Wetzel und Jaana Husso

Anerkennung Kommunikationsdesign: Daniel Rothaug

Anerkennung Gestaltendes Handwerk: Thomas Jumpertz
Preisträger 2008

Preisträger Industriedesign: Christen Halter

Preisträger Kommunikationsdesign: Jens U. Franke und Thomas Gläser

Preisträger Kommunikationsdesign: Martin Poschauko und Thomas Poschauko

Preisträger Interior Design: Diana Carbach

Preisträger Interior Design: Stephan Landschütz

Preisträger Modedesign: Jula-Anna Reindell

Preisträger Textildesign: Christian Frank Müller

Preisträger Gestaltendes Handwerk: Emmanuel Heringer
Anerkennungen 2008

Anerkennung Industriedesign: Christian Westarp

Anerkennung Kommunikationsdesign: Sebastian Gläser

Anerkennung Interior Design: Frank Lars Wehner

Anerkennung Modedesign: Anke Ott

Anerkennung Textildesign: Sylvia Döhler

Anerkennung Gestaltendes Handwerk: Tom Jumpertz
Preisträger 2010

Preisträger Industriedesign: Boris Innecken, Tilmann Beuscher und Verena Brückner

Preisträger Kommunikationsdesign: Maria Fischer

Preisträger Modedesign: Ramona Lehnerer und Theresia Weber

Preisträger Textildesign: Carmen Brecheis

Preisträger Gestaltendes Handwerk: Laura Deakin
Anerkennungen 2010

Anerkennung Industriedesign: Johann Henkel, Carlotta Werner und Burkhardt Schempp 

Anerkennung Kommunikationsdesign: Marc Nonnenmacher

Anerkennung Modedesign: Verena Helzel

Anerkennung Gestaltendes Handwerk: Andrea Nieke
Preisträger 2012

Preisträger Industriedesign: Marko Müller 

Preisträger Kommunikationsdesign: Paul Wenert

Preisträger Modedesign: Marlene Kunstmann 

Preisträger Gestaltendes Handwerk: Carina Chitsaz-Shoshtary
Anerkennungen 2012

Anerkennung Industriedesign: Daniel Nikol und Jan Meissner 

Anerkennung Kommunikationsdesign: Fabian Gronbach und Jürgen Graeff

Anerkennung Modedesign: Katrin Meyer

Anerkennung Textildesign: Caroline Seelinger

Anerkennung Gestaltendes Handwerk: Frauke Zabel
Preisträger 2014

Preisträger Industriedesign: Lisa Reichardt 

Preisträger Industriedesign: Ivo Wawer 

Preisträger Kommunikationsdesign: Marina Widmann

Preisträger Interior Design: Markus Kurkowski

Preisträger Modedesign: Sara Kadesch 

Preisträger Textildesign: Nicole Kiersz

Preisträger Gestaltendes Handwerk: Barbara Schrobenhauser

Preisträger Gestaltendes Handwerk: Philipp Weber

Anerkennungen 2014

Anerkennung Industriedesign: Martin Glückler, Jürgen Graef, Timo Röhring und Moritz Philip Schmidt 

Anerkennung Kommunikationsdesign: Maria Bauhofer

Anerkennung Modedesign: Stefanie Stohwasser

Anerkennung Textildesign: Anja Meyer

Anerkennung Gestaltendes Handwerk: Christoph Weisshaar
Preisträger 2016

Preisträger Industriedesign: Andrea Meyer 

Preisträger Kommunikationsdesign: Thomas Wirtz

Preisträger Modedesign: Jill Miriam Röbenack 

Preisträger Textildesign: Laura Risch

Preisträger Designtheorie/Designforschung: Steven Brüningk

Preisträger Gestaltendes Handwerk: Susanne Honsa

Anerkennungen 2016

Anerkennung Industriedesign: Janina Hünerberg 

Anerkennung Kommunikationsdesign: Evi Ille

Anerkennung Interior Design: Carina Deuschl

Anerkennung Modedesign: Lena Gedon

Anerkennung Textildesign: Beatrice Striker

Anerkennung Digital Design: Alexandra Dercho, Claudia Gruber und Surya Wöhrle

Anerkennung Designtheorie/Designforschung: Michael Haberbosch und Vanessa Schnurre

Anerkennung Gestaltendes Handwerk: Ann-Kathrin Hartel